# Mausolée de Beni-Rhénane
Le Mausolée de Beni Rhénane  est un monument de l'époque numide, situé en Algérie à 12 km au sud ouest de Béni Saf en bordure de l’oued Tafna, dans la  wilaya d'Aïn Témouchent, anciennement Siga. La dénomination du mausolée a été adoptée par l'archéologue français Gustave Vuillemot, selon le toponyme de la plus proche ferme située en contrebas, aujourd’hui village de Beni-ghanem relevant de la commune d'El Emir Abdelkader.
Le mausolée royal de numidie est inscrit sur la liste indicative du patrimoine mondial de l'Unesco depuis 2002 au titre des « Mausolées Royaux de Numidie, de la Maurétanie et les monuments funéraires pré-islamiques » pour les critères (ii)(iii)(iv).

## Histoire
Le monument est situé près de l’ancienne capitale du roi Numide Syphax, se dresse sur une éminence dans la vallée de la Tafna. Il fut dégagé et fouillé partiellement par Gustave Vuillemot au début des années soixante. Puis il a fait l'objet de fouilles par une mission algéro-allemande l'été 1976 dirigée par Mounir Bouchenaki et Friedrich Rakob. Il s'agit des restes d’un grand mausolée de type turriforme à plan hexagonal, dont la hauteur devait atteindre 17 mètres. L’édifice était orné de demi-colonnes et de chapiteaux ioniques ; situées sous le monument, les chambres funéraires sont voûtées et taillées dans la roche. Daté des IIIe siècle av. J.-C.-IIe siècle av. J.-C., attribué à Vermina, le fils de Syphax, ce mausolée fut abattu volontairement, peut-être lors de l’annexion de Siga au Royaume maure par Bocchus Le Jeune.
Avant cette date, il était enfoui sous un volumineux amas de blocs de pierres que les habitants de la région désignaient sous l’appellation de Kerkour L'Arayïs que l’on peut traduire par (le Dôme des mariées), une tradition locale consistait à ce que les futures mariées fassent plusieurs fois le tour de l’amas de pierres pour assurer prospérité et pérennité à leur mariage.

## Description
Le mausolée est composé de deux structures distinctes : une structure aérienne en pierre de taille et une structure souterraine (hypogée).
- la structure aérienne, dont le sol autour du monument est recouvert d’un dallage sur lequel prend forme une série de gradins que surmonte un massif d'enrochement à huit assises. Cette élévation de 5 mètres dessine un polyèdre irrégulier avec alternance de faces concaves et planes. Les pierres et les éléments d’architecture qui gisent autour du monument laisse penser que le mausolée était une imposante tour de 17 mètres dont son sommet est coiffé d’un édicule pyramidal. Des éléments de décoration empruntés à l’architecture de la Grèce antique (demi-colonnes, chapiteaux, corniche et acrotères), ornaient les façades du monument.

- la structure souterraine est une longue galerie de 45 mètres serpentant dans la limite externe du dallage selon le schéma suggéré par la structure aérienne. À l’origine, cette galerie était répartie en trois compartiments séparés. L'accès à chaque compartiment, se faisait séparément par l’intermédiaire d’un puits donnant sur une porte à herse. Aujourd’hui, il est permis de parcourir la galerie, d’une extrémité à l’autre, en raison des ouvertures pratiquées dans les murs de cloisonnement par des pillards. Il est composé de 10 chambres, ce qui montre le caractère collectif du tombeau. C’est, vraisemblablement, une tombe dynastique des rois et aguellids Massæsyles qui régnèrent sur la région et dont le roi Syphax fut le plus important.